# 卡胡茲山
卡胡茲山是非洲中部國家剛果民主共和國的死火山，位於卡胡茲－別加國家公園內，海拔高度3,307米，是米通巴山脈的最高點，該火山最後的火山活動發生在更新世晚期。